# Alfred Jermaniš
Alfred Jermaniš (Capodistria, 21 gennaio 1967) è un ex calciatore sloveno, di ruolo centrocampista.

## Palmarès

### Club

#### Competizioni nazionali
- Slovenska republiška nogometna liga: 1

Koper: 1987-1988
- Campionato sloveno: 1

Olimpia Lubiana: 1991-1992